# Mladá (národní přírodní památka)
Mladá  je národní přírodní památka nalézající se nedaleko vsi Kbel a městské části Staré Benátky, náležících k městu Benátky nad Jizerou, a vsi Lipník v okrese Mladá Boleslav, a také vsi Jiřice a města Milovice v okrese Nymburk. Byla vyhlášena dne 23. června 2020 na území s rozlohou 1244,65 hektaru. Ochranné pásmo zaujímá plochu 58,49 hektaru. Zahrnuje značnou část někdejšího armádního cvičiště – vojenského výcvikového prostoru Mladá.

## Přírodní hodnoty
Předmětem ochrany jsou travinné a křovinné ekosystémy luk, pastvin, suchých trávníků, trávníků písčin a mělkých půd, jakož i nížinných až horských vřesovišť; lesní ekosystémy dubohabřin a acidofilních doubrav; biotopy vzácných a ohrožených druhů rostlin hořce křížatého (Gentiana cruciata) a vstavače kukačky (Orchis morio), a to včetně jejich populací; biotopy vzácných a ohrožených druhů živočichů listonoha letního (Triops cancriformis), žábronožky letní (Branchipus schaefferi), modráska hořcového Rebelova (Maculinea alcon rebeli), chroustka žlutého (Amphimallon ruficorne), a to včetně jejich populací. Oblast je od roku 2005, respektive 2013 je zároveň chráněna i jako evropsky významná lokalita Natura 2000 s názvem Milovice – Mladá pod kódovým číslem CZ0214006 a o nepatrně menší rozloze 1244,1100 hektaru. Vyhlášením národní přírodní památky Mladá zanikla starší přírodní rezervace Pod Benáteckým vrchem, vyhlášená 7. listopadu 2002 pod kódovým číslem 2251 na ploše 78,7867 hektaru a cele zahrnutá do nové, výrazně rozsáhlejší národní přírodní památky. Velký díl národní přírodní památky zaujímá pastevní rezervace divokých koní, zubrů a praturů Milovice, zřízená roku 2015 (a postupně rozšiřovaná) a zasahující svým rozsahem zčásti i mimo chráněné území.

## Fotogalerie

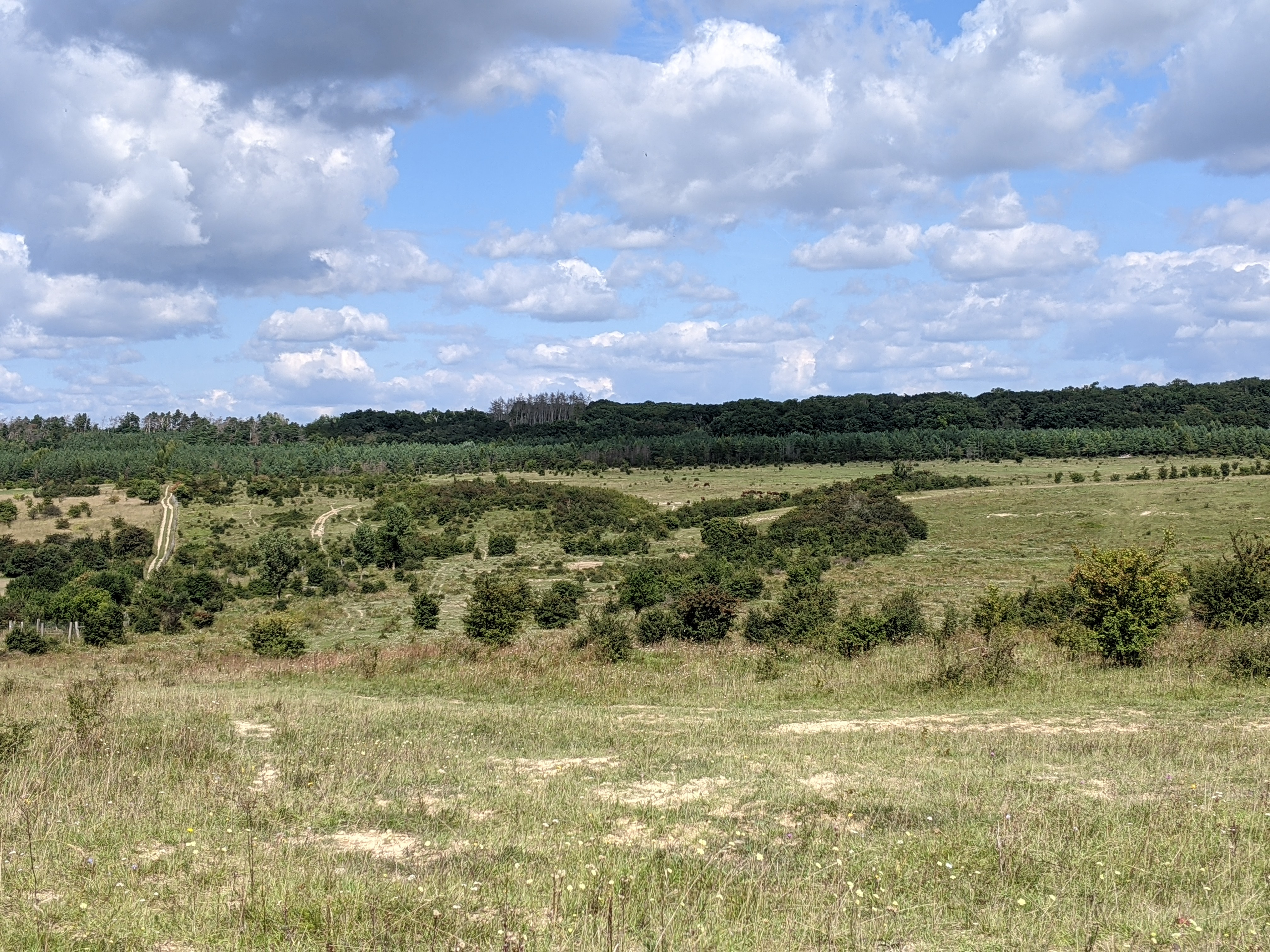
pastevní rezervace v části Traviny
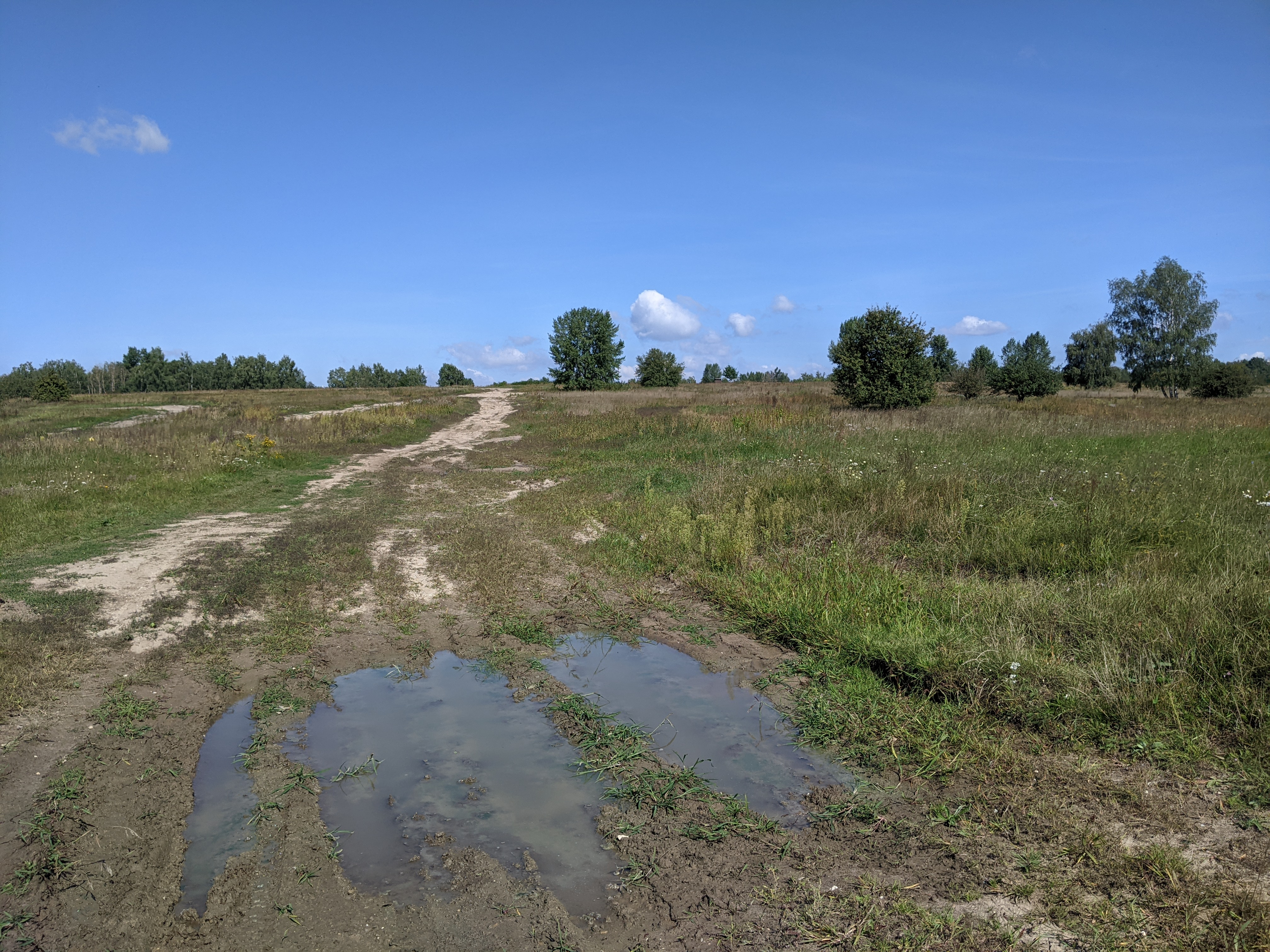
část zvaná Pozorovatelna, resp. Ukrajina
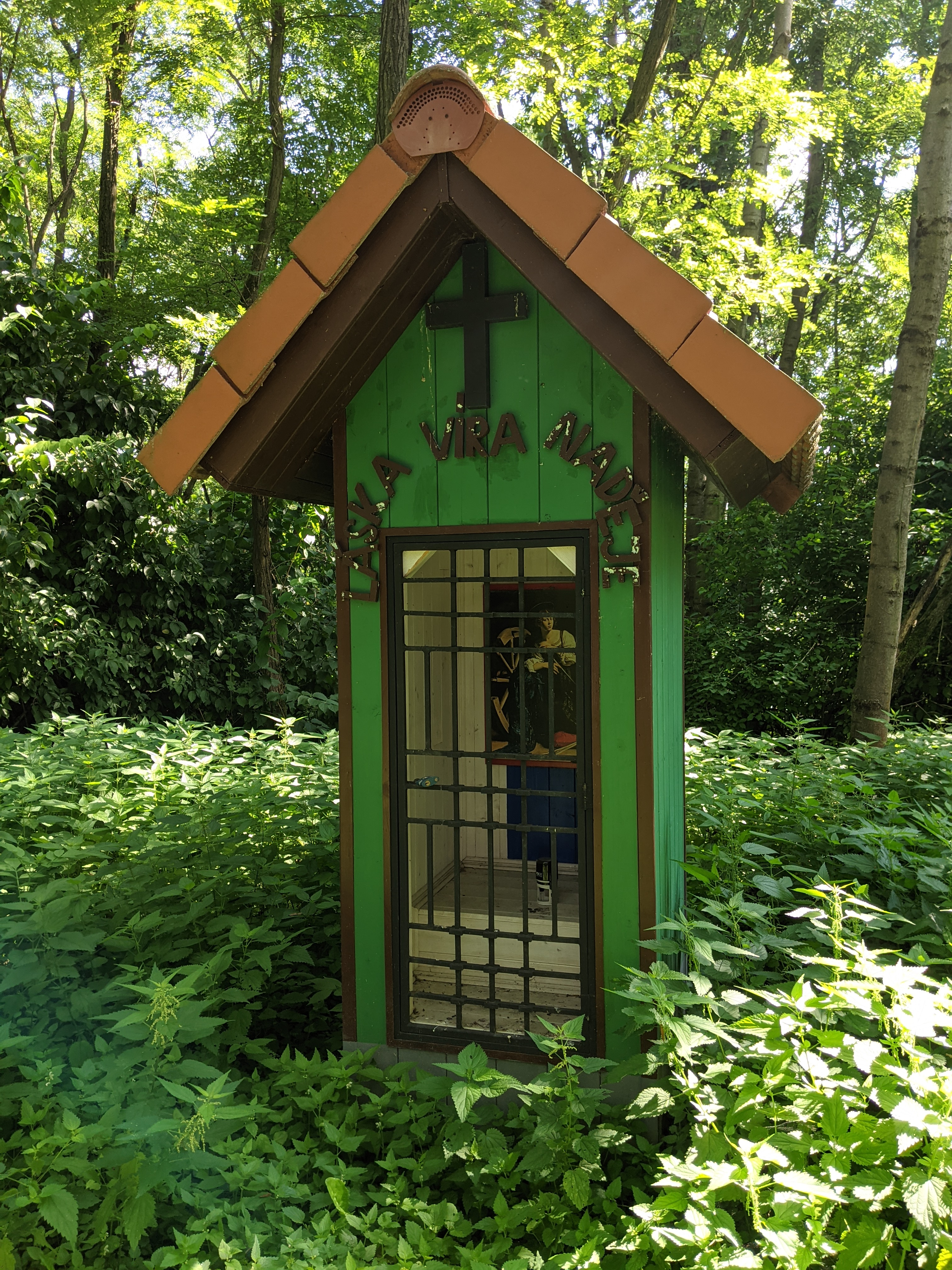
bývalý kostel sv. Kateřiny v Mladé
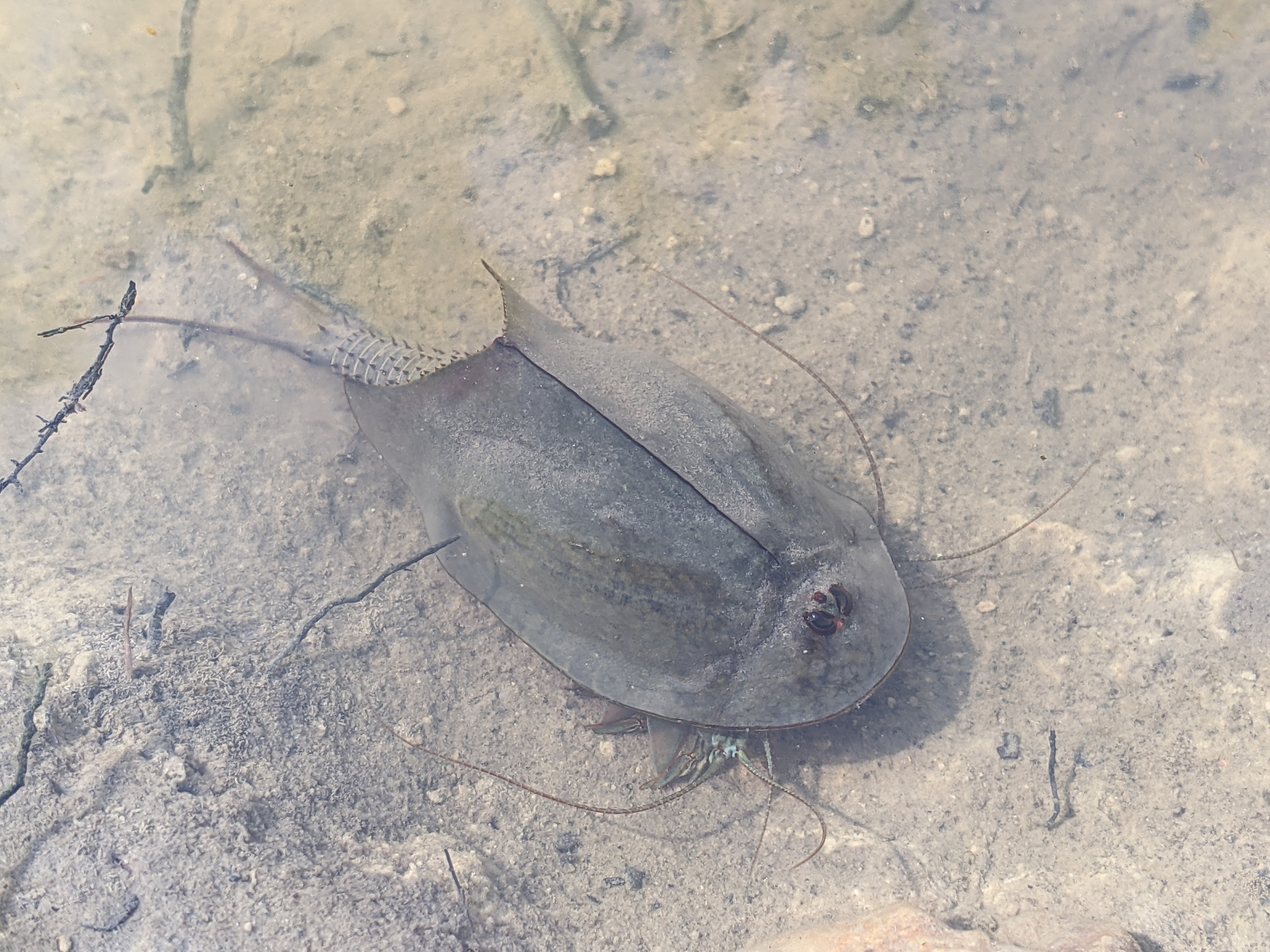
listonoh letní
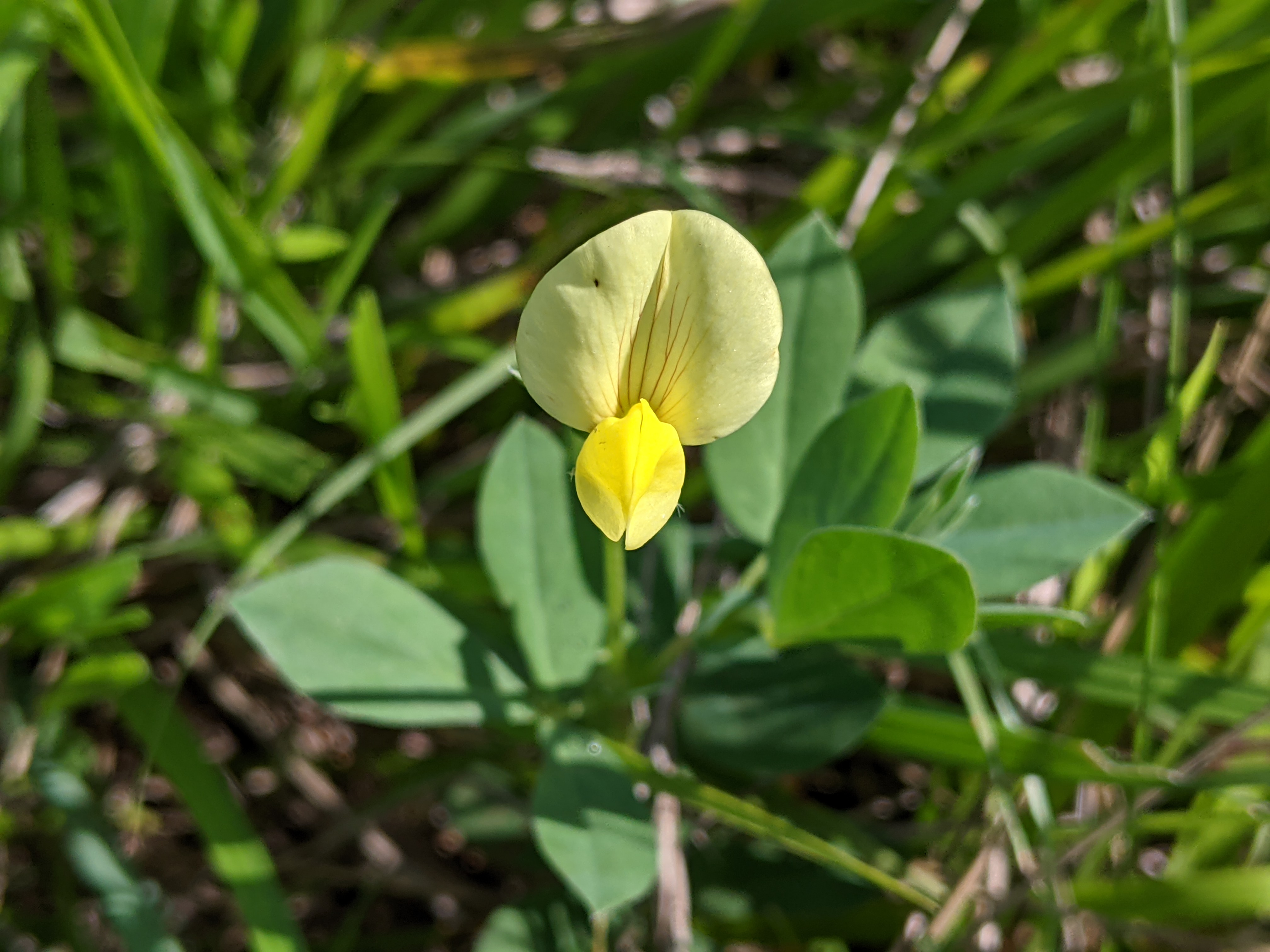
ledenec přímořský
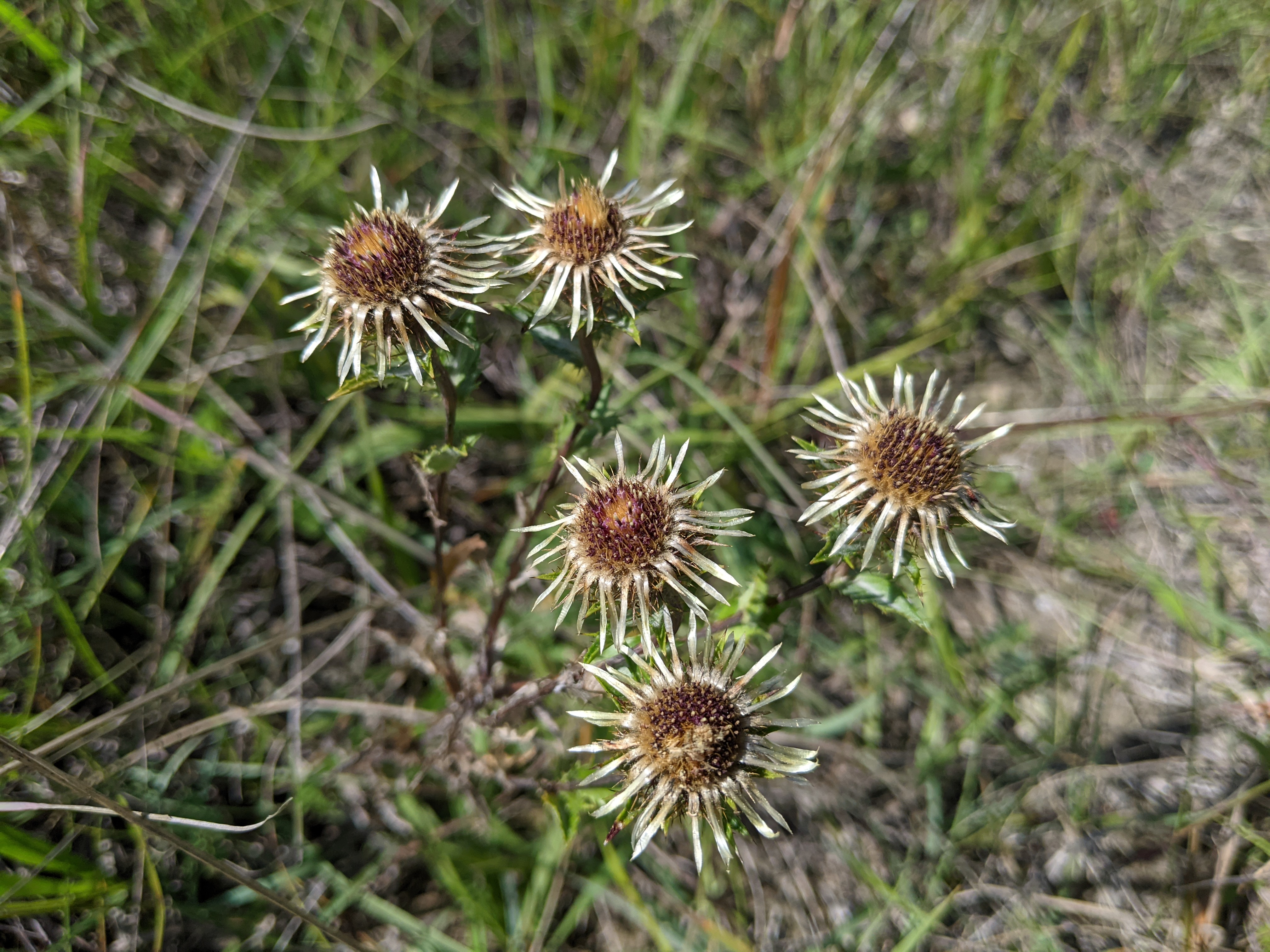
pupava obecná
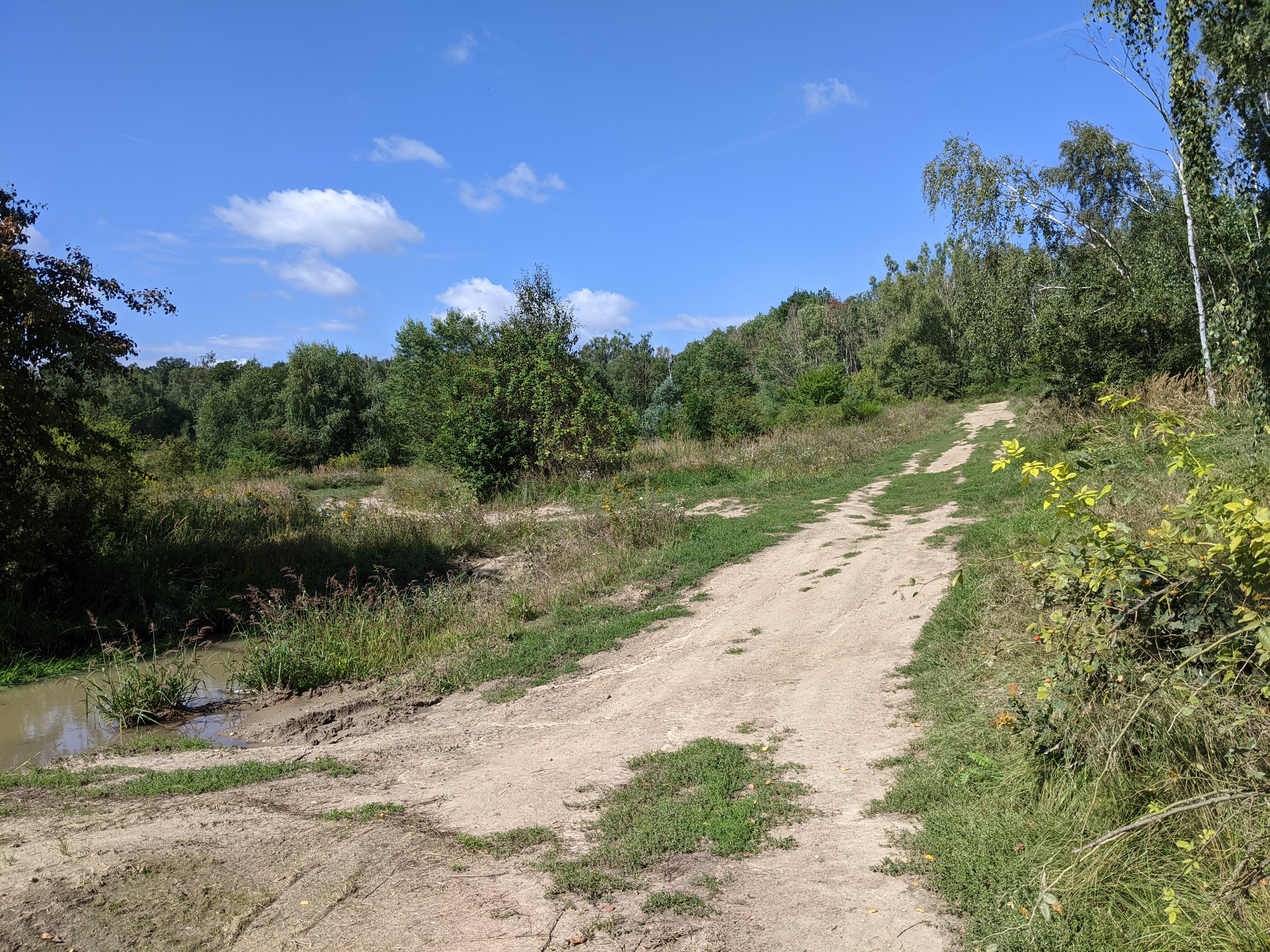
část zvaná Mýtko
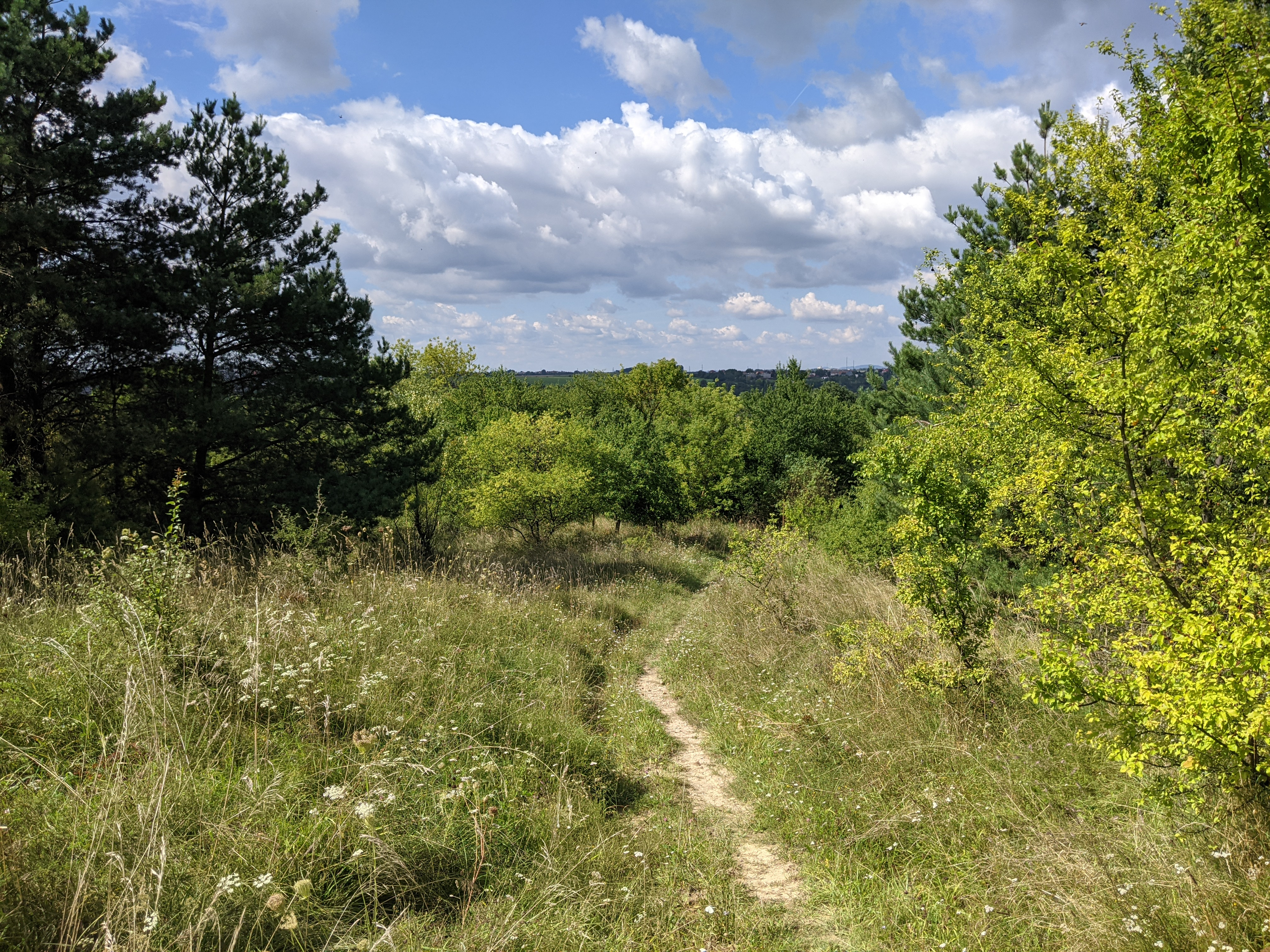
stráň návrší U Motokrosu, východně od vsi Kbel